# Gil Friesen
Gil Friesen (Pasadena, Califórnia, 19 de março de 1937) é um produtor cinematográfico e produtor musical americano. Como reconhecimento, foi nomeado ao Oscar 2014 na categoria de Melhor Documentário em Longa-metragem por 20 Feet from Stardom.